# Colias erschoffi
Colias erschoffi  é uma borboleta da família Pieridae. Ela é encontrada em Tien-Shan.

## Biologia
Voa a partir de meados de Maio até Julho e Agosto, em altitudes de 5.000 a 7.000 pés (1.500 a 2.1005.000 to 7.000 feet (1.500 to 2.100 m).